# 莱希河畔兰茨贝格
莱希河畔兰茨贝格是德国巴伐利亚州上巴伐利亚行政区莱希河畔兰茨贝格县内的一座城市，是该县的县府。总面积57.89平方公里，总人口28408人，其中男性14441人，女性13967人（2011年12月31日），人口密度491人/平方公里。
莱希河畔兰茨贝格位于慕尼黑以西约55千米、奥格斯堡以南约38千米处。它位于浪漫之路上，根据德国气象局的数据莱希河畔兰茨贝格是德国阳光最多的城市之一。
莱希河畔兰茨贝格是旧巴伐利亚和施瓦本之间莱希河流域地区最大的城市和一个中心城市。
兰茨贝格位于莱希河畔，其河岸非常高，地势优越。它的老城优美，保存完好。
通过将许多企业吸引到市内，加上新兴产业的形成，兰茨贝格也是巴伐利亚的一个繁茂的经济地区。

## 地理

### 市区
兰茨贝格的市中心也是其老城区，它位于莱希河和东岸的高地之间。莱希河西岸的市区和东岸高地上的市区是在19世纪后形成的。
除此之外一些过去独立的镇今天被合并入兰茨贝格成为其市区。

## 历史

### 中世纪
1135年在一份文献中提到今天兰茨贝格市区内的一个地名。当时这个地方还没有城市权利。1158年巴伐利亚公爵狮子亨利将重要的盐道改成走偏南的一条新路，他在今天的兰茨贝格造了一座桥。为了保护这座桥他扩大了原有的城堡设施，并将这座城堡命名为“兰德斯普希城堡”（Castrum Landespurch）。这座城堡除保护重要的盐道桥梁外还有两个其它的作用：它是韦索布伦修道院（Kloster Wessobrunn）的保护城堡和与奥格斯堡大主教领地的边界城堡。
在这座城堡的保护下其周围很快形成了一个居民区。13世纪里这个居民区获得了城市权利，很快就被称为。这是今天的兰茨贝格的来源。
1315年在神圣罗马帝国皇帝路易四世与奥地利公爵腓特烈三世的战争中兰茨贝格被焚毁。但是由于该市拥有重要的战略地位，因此它被重建。巴伐利亚公爵帮助重建。
1320年兰茨贝格获得收盐税的权利。兰茨贝格因此变得相当富。
1353年在市内建造了一座盐库，至17世纪共建造了三座。这些盐库不仅被用来存放盐，而且也用来买卖盐。除此之外其它贸易（主要是粮食和木材）在兰茨贝格也发展迅速。
城市不断扩建。1415年至1435年间不得不建造一座更大的城墙。通过这座城墙城市向北和向东扩张了许多。1419年巴伐利亚公爵恩斯特一世授予兰茨贝格收河税的权利。每条在莱希河上通过兰茨贝格的船只必须交三分尼税，这笔钱被用来建造城墙。1425年巴伐利亚城门建成，这座城门是兰茨贝格的东门。从慕尼黑过来的盐道从这里进城。
1429年恩斯特一世又像兰茨贝格授予其至今使用的市徽。1437年他又下令兰茨贝格每年从其税收中拿40分尼奖赏市内贤良的少女作为嫁妆。

### 近代
可以验证的是从1762年开始市内使用街道号码。1790年规定的号码至今一直在沿用。

#### 纳粹时期
由于阿道夫·希特勒在蘭茨貝格監獄坐过牢，因此这座城市对纳粹主义拥有特殊意义。1924年他在这里写了他的《我的奋斗》。从1937年至1945年兰茨贝格被纳粹主义看作继慕尼黑和纽伦堡后第三重要的城市。希特勒青年团每年在这里聚会，兰茨贝格因此被称为“青年城”。为此还计划了一座庞大的运动场，但是这座运动场未被建造。
1944年在第二次世界大战末期在兰茨贝格周围建造了11座集中营，这是德国本土境内最大的集中营装置。1944年6月18日首批（共1000人）关押者被从奥斯威辛集中营运来。他们被迫在当地建造三座巨大的地下生产线来生产新的Me 262戰鬥機。集中营内的状况非常恶劣。被关押者必须忍受饥饿、寒冷、疾病（如伤寒）和极其劳苦的工作。因此兰茨贝格也被称为“冷火化室”。至1944年10月为止无法工作的被关押者被送回奥斯威辛。从11月开始他们死在集中营内。他们的尸体被埋在周围的万人坑中。只有1.5万人得以幸存。1945年4月27日美国军队解放了集中营中的苦工。

#### 战后
1945年5月9日盟军在兰茨贝格的一个兵营中设立了一个接纳从集中营中被解放出来的犹太人的总部。至当年末在该兵营中约有7000人被接纳。这个总部共接纳了约2.3万犹太人。接纳营和兰茨贝格的居民之间的感情非常坏，双方的关系也很糟糕。营内有学校、工场、九座基布兹和一份自己的报纸。
从1947年至1948年在这里还拍了一部关于犹太人受迫害的电影。
以色列成立后兰茨贝格的接纳营逐渐成为一个过渡营。许多过去的集中营被关押者移居到以色列、美国和其它国家。
1950年4月营内还有约1500人。11月1日该接纳营被关闭。
1945年至1958年美军在兰茨贝格的监狱里关押德国战犯。1946年它成为一号战犯监狱。至1951年被处死刑的战犯在这里被处决。其精确数字有争议，在279人至300人以上之间。

## 政治

### 市议会
兰茨贝格的市议会有30席：
- 拜恩基督教社会联盟10席
- 自由市民联盟8席
- 德国社会民主党7席
- 德国绿党3席
- 兰茨贝格市民派1席
- 生态民主党1席

自由市民联盟是2006年9月通过多个党派合并后产生的。

### 市长
兰茨贝格的现任市长是马蒂亚斯·诺伊纳（Mathias Neuner，基民盟）。

### 姐妹城市
- 美国俄亥俄州哈德逊
- 法国圣洛朗迪瓦尔
- 德国萨克森州瓦尔德海姆
- 英国费尔斯沃思（Failsworth，1974—2008）
- 意大利罗卡迪帕帕
- 英国布希（Bushey）
- 匈牙利希歐福克